# Буковель (РЭБ)

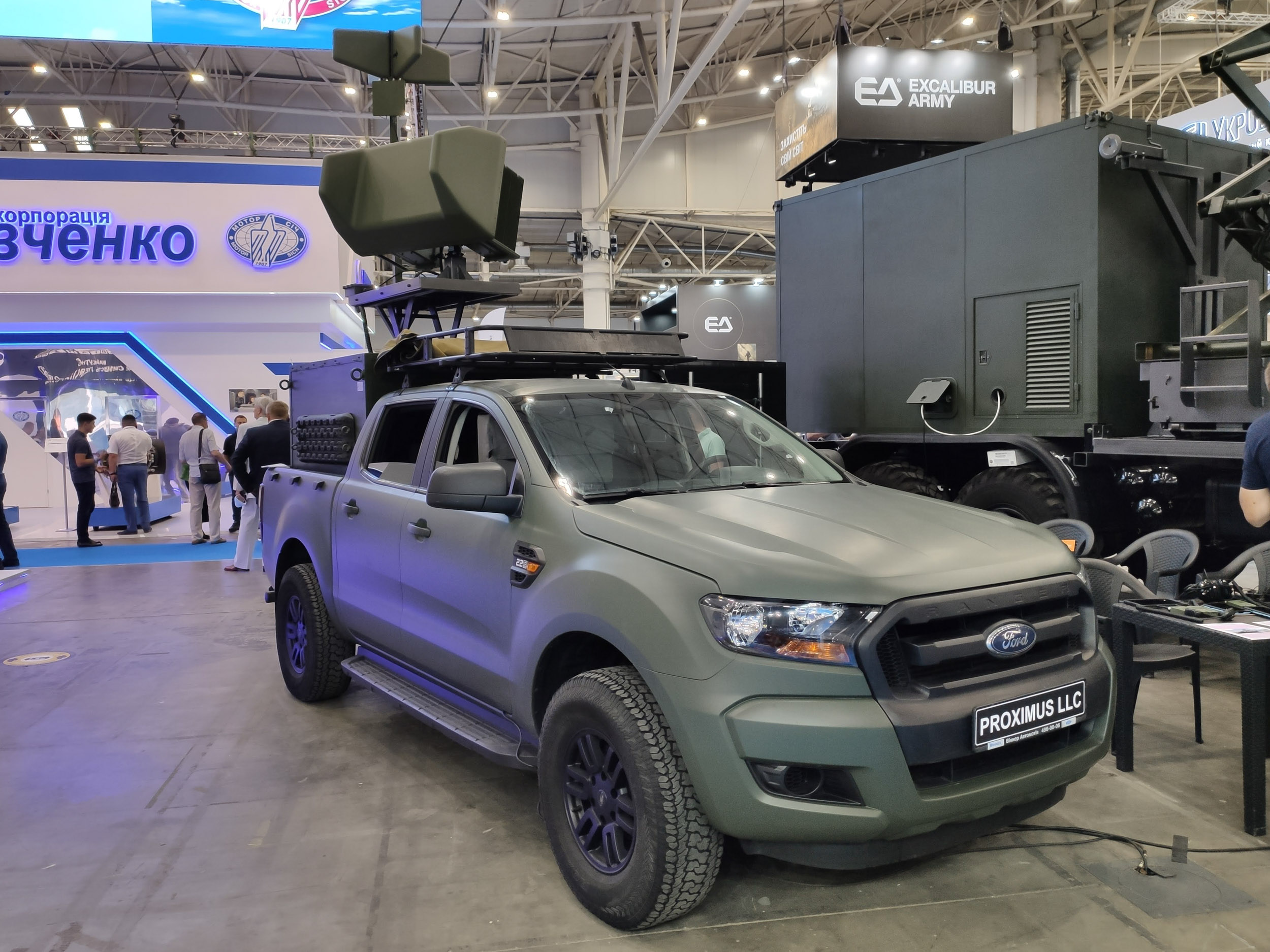
"Буковель-AD" на выставке Оружие и безопасность, 2021.

Буковель-AD — украинский комплекс радиоэлектронной борьбы. Разработан компанией Proximus. Предназначен для обнаружения и подавления работы беспилотных летательных аппаратов.

## История
Первый образец комплекса начали испытывать в 2015 году в зоне боевых действий на востоке Украины. В 2016 году комплексы начали поступать в Вооруженные силы Украины.
В 2019 году комплекс поступил в Вооруженные силы Марокко.
По состоянию на 2021 год, комплекс «Буковель-AD» (на илл.) прошел 7 стадий модификации.   Разработчики заявили, что комплекс способен зафиксировать российские БПЛА «Орлан-10» на расстоянии до 100 км. Эффективная дальность радиоподавления БПЛА противника составляла до 20 км. Время развертывания в боевое положение — не более 2 минут.
Комплексы используются ВСУ после широкомасштабного вторжения ВС РФ в 2022 году.

## Описание
Комплекс предназначен для обнаружения БПЛА противника и блокировки сигналов управления и навигации, действующих на основе  GPS, ГЛОНАСС, Galileo и Beidou. Комплекс также имеет пассивную систему обнаружения и пеленгации беспилотников.
Оборудование может быть смонтировано на различных шасси (автомобили или специальная военная техника), а также в варианте на треноге. Отмечена также установка на БНТС «Лють».

## Тактико-технические характеристики
- Радиус подавления: 15-20 км [2][3].
- Радиус обнаружения БПЛА: 70-100 км (для «Орлан-10» )[2].

## Операторы
- Украина[1]
- Марокко[4]